# Hasan Kaya
Hasan Kaya (* 11. November 1995 in Hamburg) ist ein türkischer Fußballspieler.

## Karriere
Kaya begann mit dem Vereinsfußball in der Nachwuchsabteilung von Altındağ Belediyespor und spielte später für den Nachwuchs von MKE Ankaragücü.
Hier erhielt er im Oktober 2014 einen Profivertrag und absolvierte bis zum Saisonende 22 Drittligaspiele. Ab der Rückrunde der Saison 2016/17 wurde er bis zum Sommer 2019 an die Vereine Ankara Adliyespor und Bugsaşspor ausgeliehen.